# Finlandia (groupe)
Pour les articles homonymes, voir Finlandia.
Finlandia est un duo composé du violoncelliste brésilien Raphael Evangelista et de l’accordéoniste et pianiste argentin Mauricio Candussi.